# Pohorská Ves
Pohorská Ves, früher Terčí Ves, (deutsch Theresiendorf) ist eine Gemeinde im Okres Český Krumlov in Tschechien. Sie liegt 15 Kilometer südöstlich von Kaplice im Gratzener Bergland und gehört zur Region Jihočeský kraj.

## Geographie
Pohorská Ves liegt im Tal des Pohořský potok zwischen den Bergen Červený vrch (821 m) und Pivonické skály (932 m). Nachbarorte sind Lužnice (Luschnitz) im Norden, Černé Údolí (Schwarzthal) im Nordosten, Žofín (Sophienthal) im Osten, Bělá im Westen sowie Malonty und Radčice im Nordwesten.
Das Gemeindegebiet erstreckt sich bis zur österreichischen Grenze, wo sich im Süden der höchste Berg im böhmischen Teil des Gratzener Berglandes, der 1072 m hohe Kamenec (Steinberg) erhebt.

### Gemeindegliederung
Die Gemeinde Pohorská Ves besteht aus den Ortsteilen Janova Ves (Johannesdorf), Lužnice (Luschnitz), Pohoří na Šumavě (Buchers) und Pohorská Ves sowie den Weilern und Einschichten Terčí Dvůr (Theresienhof), Baronův Most (Baronbrücke), Leopoldov (Leopoldsdorf), Ulrichov (Köhlerhäusel) und Žofín (Sophienthal). Grundsiedlungseinheiten sind Janova Ves, Leopoldov, Lužnice, Pohoří na Šumavě und Pohorská Ves.
Auf Gemeindeflur liegen die Wüstungen Berau, Dolní Příbraní (Untersinetschlag), Horní Příbrání (Obersinetschlag), Janový Hutě (Johannesthal), Javory (Ahornhütten), Jiřice (Georgendorf), Jitronice (Gereuthern), Kamenec (Steindörfel), Klepná (Kleppen), Malše (Maltschbach), Pavlína (Paulina), Pivonice (Piberschlagl), Polžov (Pilsenschlag), Rapotice (Rappetschlag), Šance (Schanz), Stříbrné Hutě (Silberberg), Skleněné Hutě (Bonaventura), Stodůlecký Vrch (Stadelberg), Terčí Huť (Theresienhütte), Uhliště (Kohlstätten) und Zlatá Ktiš (Goldentisch).
Das Gemeindegebiet gliedert sich in die Katastralbezirke Dolní Příbraní, Lužnice u Pohorské Vsi, Pivonice u Pohorské Vsi und Pohoří na Šumavě.

### Nachbargemeinden
| Malonty        | Benešov nad Černou                          | Horní Stropnice               |
| Dolní Dvořiště | Kompassrose, die auf Nachbargemeinden zeigt | St. Martin (Niederösterreich) |
|                | Sandl                                       | Bad Großpertholz              |

## Geschichte
Theresiendorf entstand 1769 als Holzfällersiedlung bei der Kolonisation des Gratzener Berglandes durch den Besitzer der Herrschaft Gratzen, Johann Nepomuk von Buquoy, der es nach seiner Ehefrau Theresia benannte. Bis zur Ablösung der Patrimonialherrschaften im Jahre 1850 war es Teil der Gratzener Herrschaft und wurde dann ein Teil der Gemeinde Luschnitz. Im Dorf entstanden eine Schule, eine Kirche und ein Gasthaus. Die Bewohner waren Deutsche, sie wurden in den Jahren 1945 und 1946 vertrieben. Bis in die 1950er-Jahre trug das Dorf den tschechischen Namen Terčí Ves und wurde dann in Pohorská Ves umbenannt. 1960 wurde es zusammen mit Lužnice nach Benešov nad Černou eingemeindet.
Während des Kalten Krieges lag der Ort am Eisernen Vorhang. Nach 1950 entstanden Wohnhäuser für Angehörige der tschechoslowakischen Armee. Fast alle Nachbarorte wurden geräumt und zerstört oder dem Verfall überlassen.
Nach dem politischen Umbruch von 1989 wurde Pohorská Ves am 1. Juli 1990 erneut eine selbständige Gemeinde. Der nun wieder zugängliche Ort und seine jahrzehntelang unberührte Natur werden seitdem vor allem von Radwanderern und Skiläufern aufgesucht. In der Umgebung sind mehrere Naturreservate ausgewiesen. Das Nationale Naturreservat Urwald Žofín ist nicht zugänglich und seit 1991 zum Schutz vor Rehwild umfriedet.

## Sehenswürdigkeiten
- Barocke Kirche des Hl. Linhard